# Ujście (Nowakowo)
Ujście – nieoficjalna nazwa osady wsi Nowakowo w Polsce położona w województwie warmińsko-mazurskim, w powiecie elbląskim, w gminie Elbląg na obszarze Żuław Elbląskich i nad rzeką Elbląg.
W latach 1975–1998 miejscowość administracyjnie należała do województwa elbląskiego.